# モルネ・ステイン
モルネ・ステイン（Morne Steyn、1984年7月11日 - ）は、ユナイテッド・ラグビー・チャンピオンシップブルズに所属するラグビーユニオン選手。

## プロフィール
- 南アフリカ・ケープタウン出身。
- ポジションはスタンドオフ(SO)。
- 身長 184cm、体重 90kg
- 南アフリカ代表キャップ数は66(2020年4月現在)でワールドカップ2011・2015の南アフリカ代表に選ばれた[1]。
- バーバリアンズに選ばれたことがある[2]。

## 来歴
ブルー・ブルズ、ブルズ、スタッド・フランセを経て、2020年、ブルズに復帰。